# Žanr-scena
Žanr-scena ili genre (francuski za "rod, vrsta, način" preko latinskog genus) je likovni motiv; tema iz svakidašnjeg života, najčešće likovi u interijeru. Najčešći su prikazi tržnica, intimnost domaćinstava, interijera, zabava i uličnih događaja. Oni su najčešće realistični, ali i imaginarni i često romantizirani. 
Dakle, tema žanr-scena je čovjek u spontanim i nenamještenim životnim manifestacijama koje daju umjetni dah istinite i prisne slike života. U širem smislu genre obuhvaća i sve ono što sačinjava dio čovjekove okoline, a s obzirom na tematiku razlikujemo: seoski, gradski, dvorski, a mitološki i religijski svrstavamo u vjerske motive.
U pojedinim razdobljima razvijaju se osobiti tipovi žanr-scena, tako je u nizozemskom slikarstvu 16. stoljeća čest seoski motiv, u 17. stoljeću tip vojničkog genrea, u 18. st. prevladava galantni genre, a u 19. se uz mnoge ostale javlja i tip enigmatskoga genrea.
Karakteristična "običnost" prizora ipak redovito sadrži diskretnu poantu u smislu dramatike, satire, didaktike, romatičnom ili sentimentalnom. Radovi J. Steena, H. Daumiera i Th. Rowladson pretežno su satirični, W. Hogartha moralizatorski, a J.-H. Fragonarda i J.-F. Milleta sentimentalni ili romantični.

## Povijest i razvoj
Pojava žanr-scena, ali opadanje interesa za žanr-scene, ovise o općim društveno-psihološkim faktorima koji određuju karakter određenog umjetničkog razdoblja. U onima u kojim prevladavaju idealizacija oblika i sloboda mašte (antika, Bizant, gotika, renesansa), genre je obično smatran manje vrijednom umjetničkom vrstom. Dok se u onim razdobljima u povijesti umjetnosti, koja su težila realističkom oblikovanju (Egipat, Helenizam, gotički rukopisi, barok, itd.) javlja težnja čistog žanr-slikarstva.
Prve žanr-scene se javljaju u svezi s ostvarenjima koja nemaju reprezentativni karakter. Takve su npr. zidne slike u egipatskim, etruščanskim ili kretskim grobnicama koje prikazuju poljske radove, lov, ribbolov, ples, gradnju, toalete i dr., ili srednjovjekovni iluminirani rukopisi). Tu umjetnik nije bio obvezatan poštovati stroga ikonografska pravila, što je sikama davalo svježinu i draž neposrednog opažanja života.
Najbrojniji primjeri žanr-scena u helenističko-rimskoj umjetnosti su sačuvani u pompejanskim freskama i mozaicima (pa čak i mitološki događaji prikazani kao zbivanja iz realnoga života).
U ranoj renesansi kršćanski prizori su često smješteni u pejzaž s vedutom grada u pozadini, dok visoka renesansa njeguje religiozni genre s preciznim opsom scenarija i kostima svoga vremena, a često i portretima suvremenika koji prisustvuju događaju (B. Gonzzoli, Domenico Ghirlandaio, Vittore Carpaccio, Paolo Veronese). Njzačajniji predstavnici žanr-scena u Njemačkoj je Albrecht Dürer, a u Francuskoj Jean Fouquet.
U Holandiji i Flandriji se u 16. i 17. stoljeću žanr-slikarstvo javlja kao dominantna vrsta koja doseže visoku umjetničku razinu. Predstavnici su: Pieter Brueghel stariji, J. Jordaens, Jan Vermeer, Peter de Hooch, Peter Aertsen, Rembrandt i Jacob Steen.
Kraj žanr slikarstva u ovom smislu označit će pojava impresionizma, prvog modernog pravca u likovnoj umjetnosti.